# Симсала Грим (1. сезона)
Прва сезона немачке-аустријске цртане серије Симсала Грим је емитована од 1. новембра 1999. до 17. новембра 1999. године и броји 13 епизода. Прва емитована епизода била је Храбри кројач, а последња Бата и сека.

## Улоге

### Главне
- Хубертус фон Лерченфелд као Јојо
- Јерг Стутман као доктор Кроки
- Бер Францк као Чаробна књига

### Епизодне
- Баф Фајфер као Принцеза Елизабет
- Бенедикт Вебер као Кројач
- Гернот Дуда као Краљ
- Герхард Ацктун као Витез Клипанијан
- Герд Виден Мајрхофен као Отац гигант и Старац
- Марион Хартман као Мајка гигант, Маћеха, Мајка Коза
- Солвег Дуда као Хансел
- Соња Рајхелет као Гретел
- Бјерн Крафт као Отац
- Манфред Ердман као Велики зли вук
- Данијел Краузе као Вуков син
- Ангелика Бендер као Госпођица Вук
- Џулија Хацке као Прва коза
- Мишел Штер као Друга коза
- Марија Беме као Трећа коза, Краљев слуга